# Pinguin (Automarke)

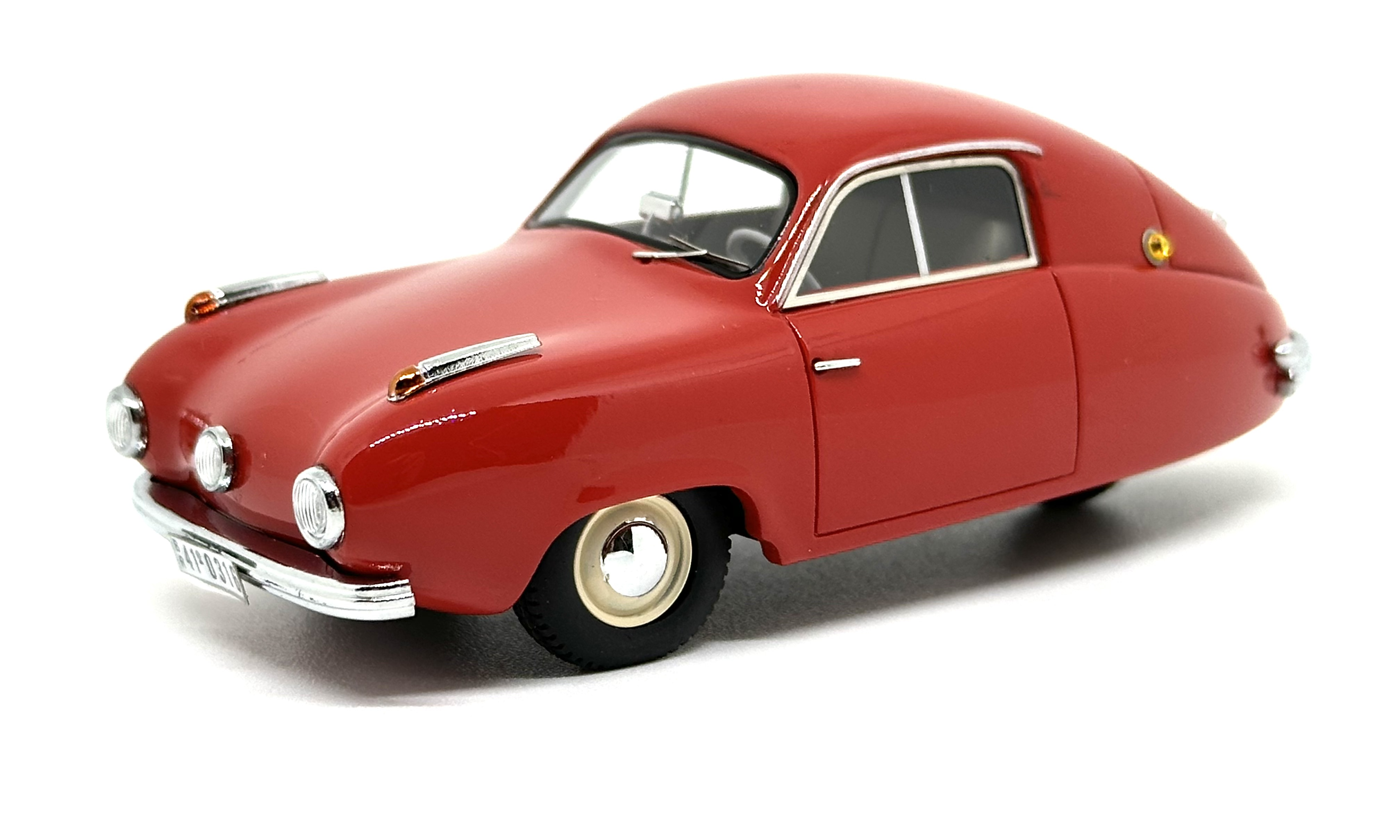
1:43 Modell des Pinguin

Pinguin war eine deutsche Automarke, die von 1953 bis 1954 von Ruhrfahrzeugbau R. Müthing in Herne und von 1954 bis 1956 von der Rotenburger Metallwerke Rudolf Stierlen KG in Rotenburg an der Fulda für Prototypen benutzt worden ist.

## Geschichte
Konstruiert hatte den Kleinwagen von 1952 bis 1953 die M.E.V. Studiengemeinschaft für Kraftfahrzeugentwicklung in Herne; das Akronym steht für Romanus Müthing, Heinz Elschenbroich und Kurt C. Volkhart. Der dreirädrige Pinguin besaß eine zweitürige Pontonkarosserie, einen luftgekühlten Einzylindermotor mit zwei Takten und etwa 200 cm³ Hubraum und ein Dreiganggetriebe von Hurth.
Während Müthing nur Verbesserungen an dem Konzept der Studiengemeinschaft durchführte und Prototypen baute, lief die Kleinserienproduktion erst 1954 bei den Rotenburger Metallwerken an. Insgesamt entstanden aber nur zehn Exemplare. Manche Quellen besagen hingegen, dass diese zehn oder zwölf Exemplare von der Ruhrfahrzeugbau R. Müthing für Stierlen gebaut und geliefert worden sind, bei den Rotenburger Metallwerken lief keine Serienproduktion an. Eine für 1954 geplante Serienproduktion scheiterte an den hohen Kosten für die aufwändige Produktion des Fahrzeugs und der ungesicherten Finanzierung. Nachdem sich keine weiteren Interessenten und Geldgeber für das Projekt mehr fanden, wurde das Projekt schließlich aufgegeben und alle Prototypen und Produktionswerkzeuge verschrottet. Für Volkhart war dies der letzte Konstruktionsauftrag im Automobilbau, Müthing konzentrierte sich anschließend wieder auf seinen eigentlichen Beruf, den Handel mit Landmaschinen.